# Petrus Lundberg
Petrus Lundberg, född 1669 i Flistads socken, död 13 december 1721 i Ljungs socken, var en svensk präst.

## Biografi
Petrus Lundberg föddes 1669 på Södra Lund i Flistads socken. Han var son till bonden Anders Månsson och Ingrid Olofsdotter. Lundberg studerade i Linköping och blev 27 maj 1691 student vid Uppsala universitet. Han prästvigdes 3 april 1696 och blev 1697 komminister i Vårdsbergs församling. Lundberg blev 1711 kyrkoherde i Ljungs församling. Han avled 1721 i Ljungs socken.

### Familj
Lundberg gifte sig 19 juli 1701 med Catharina Bellnér (1683–1711), som var dotter till kyrkoherden Magnus Bellnerus i Gistads socken. De fick tillsammans barnen Birgitta (1702–1702), Petrus (född 1705) och Johan Magnus (1711–1711).